# Skeneidae
Skeneidae zijn een familie van weekdieren uit de klasse van de Gastropoda (slakken).

## Geslachten
- Bruceiella Warén & Bouchet, 1993
- Callodix Laseron, 1954
- Callomphala A. Adams & Angas, 1864
- Cirsonella Angas, 1877
- Dasyskenea Fasulo & Cretella, 2003
- Didianema Woodring, 1928
- Dikoleps Hoisaeter, 1968
- Dillwynella Dall, 1889
- Fucaria Warén & Bouchet, 1993
- Ganesa Jeffreys, 1883
- Haplocochlias Carpenter, 1864
- Iheyaspira Okutani, Sasaki & Tsuchida, 2000
- Leucorhynchia Crosse, 1867
- Liocarinia Laseron, 1954
- Liotella Iredale, 1915
- Lissomphalia Warén, 1992
- Lissospira Bush, 1897
- Lodderena Iredale, 1924
- Lodderia Tate, 1899
- Lopheliella Hoffman, van Heugten & Lavaleye, 2008
- Mikro Warén, 1996
- Munditiella Kuroda & Habe, 1954
- Parisanda Laseron, 1954
- Partubiola Iredale, 1936
- Parviturbo Pilsbry & McGinty, 1945
- Philorene W. R. B. Oliver, 1915
- Pondorbis Bartsch, 1915
- Protolira Warén & Bouchet, 1993
- Pseudorbis Monterosato, 1884
- Rotostoma Laseron, 1954
- Skenea Fleming, 1825
- Skeneoides Warén, 1992
- Tasmocrossea Dell, 1952
- Tholostoma Laseron, 1958
- Zalipais Iredale, 1915